# Trayan Dimitrov
Trayan Dimitrov (Траян Димитров, geboren op 2 februari 1947) is een Bulgaars Olympisch schermer. Hij deed mee in de individuele schermcompetitie op de Olympische Zomerspelen van 1976.